# 프리슈티나구

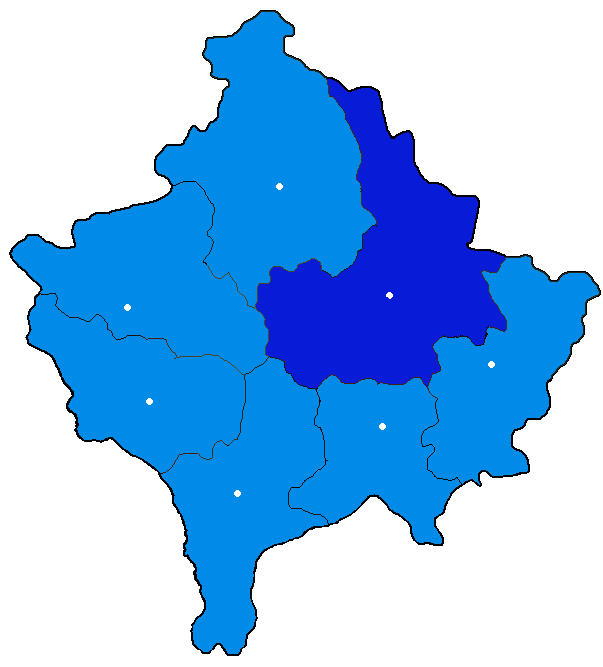
프리슈티나구의 위치

프리슈티나구(알바니아어: Rajoni i Prishtinës, 세르비아어: Приштински округ, Prištinski okrug)는 코소보의 구로 행정 중심지는 코소보의 수도인 프리슈티나이며 면적은 2,470 km2, 인구는 477,312명(2011년 인구 조사 기준), 인구 밀도는 190명/km2이다. 7개 지방 자치체를 관할한다.

## 지방 자치체
- 프리슈티나
- 카스트리오트 (오빌리치)
- 푸셔코소바 (코소보폴레)
- 리피얀 (리플란)
- 아르타나 (노보브르도)
- 베시아나 (포두예보)
- 드레나스 (글로고바츠)